# オオオビハシカイツブリ
オオオビハシカイツブリ（大帯嘴鳰)（Podilymbus gigas)は、鳥綱カイツブリ目カイツブリ科オビハシカイツブリ属に分類する鳥類。

## 分布
グアテマラのアティトラン湖固有種。

## 形態
全長45~50センチメートル。
嘴は大きくてまだらだったが、色は白色で、先端が茶色。真ん中に大胆な黒い縦の帯がある。羽は主に暗褐色で、側面には白い斑点があり、虹彩は茶色。斑点は濃い灰色。後肢は灰色。翼は退化しており、飛べなかったという。

## 生態
オオオビハシカイツブリは葦で作った巣に白い卵を4~5個産んだという。
主に水生昆虫や両生類や小魚を食べていた。

## 人間との関係
絶滅に至る原因は、1958年にアティトラン湖へブラックバスやコクチバスの導入によって魚が減少し、餌不足に陥ったこと、場合によってはこの種によるヒナを捕食したことだった。さらにはオビハシカイツブリとの交雑のほかに、葦の伐採と観光開発による生息地の破壊により1965年には８０羽まで減少した。 だが、これはバスの駆除で1973年には２００羽まで一旦は回復したが、1976年に起きたグアテマラ地震のためアティトラン湖周辺で決壊が起こり、水位が下がって湖の面積が減少。さらに1982年にグアテマラ内戦で保護監視員が殺され、翌1983年になると約30羽しかなく、その大半は交雑種だったという。1989年の確認を最後に絶滅したとされる。